# Turneul celor Șase Națiuni din 2016
Turneul celor Șase Națiuni din 2016 cunoscut sub numele de 2016 RBS 6 Nations datorită sponsorului turneului, Royal Bank of Scotland, a fost cea de a 17- a ediție a Turneului celor Șase Națiuni, campionatul anual de rugby din emisfera nordică.
La acestă ediție au participat Anglia, Franța, campioana en-titre Irlanda, Italia, Scoția și Țara Galilor. Incluzând competițiile inițiale Turneul Home Nations și Turneul celor Cinci Națiuni, acesta a fost cea de a 122-a ediție a turneului.

## Echipe participante
| Țara         | Stadion               | Stadion    | Stadion     | Antrenor       | Căpitan         |
| Țara         | Stadion propriu       | Capacitate | Oraș        | Antrenor       | Căpitan         |
| ------------ | --------------------- | ---------- | ----------- | -------------- | --------------- |
| Anglia       | Stadionul Twickenham  | 82,000     | Londra      | Eddie Jones    | Dylan Hartley   |
| Franța       | Stade de France       | 81,338     | Saint-Denis | Guy Novès      | Guilhem Guirado |
| Irlanda      | Aviva Stadium         | 51,700     | Dublin      | Joe Schmidt    | Rory Best       |
| Italia       | Stadio Olimpico       | 73,261     | Roma        | Jacques Brunel | Sergio Parisse  |
| Scoția       | Stadionul Murrayfield | 67,144     | Edinburgh   | Vern Cotter    | Greig Laidlaw   |
| Țara Galilor | Millennium Stadium    | 74,500     | Cardiff     | Warren Gatland | Sam Warburton   |

## Clasament
| Loc                                                                                                | Echipa       | Jocuri | Jocuri   | Jocuri  | Jocuri     | Puncte | Puncte    | Puncte    | Eseuri | Puncte clasament |
| Loc                                                                                                | Echipa       | Jucate | Victorii | Egaluri | Înfrângeri | Pentru | Împotrivă | Diferență | Eseuri | Puncte clasament |
| -------------------------------------------------------------------------------------------------- | ------------ | ------ | -------- | ------- | ---------- | ------ | --------- | --------- | ------ | ---------------- |
| 1                                                                                                  | Anglia       | 5      | 5        | 0       | 0          | 132    | 70        | +62       | 13     | 10               |
| 2                                                                                                  | Țara Galilor | 5      | 3        | 1       | 1          | 150    | 88        | +62       | 17     | 7                |
| 3                                                                                                  | Irlanda      | 5      | 2        | 1       | 2          | 128    | 87        | +41       | 15     | 5                |
| 4                                                                                                  | Scoția       | 5      | 2        | 0       | 3          | 122    | 115       | +7        | 11     | 4                |
| 5                                                                                                  | Franța       | 5      | 2        | 0       | 3          | 82     | 109       | –27       | 7      | 4                |
| 6                                                                                                  | Italia       | 5      | 0        | 0       | 5          | 79     | 224       | –145      | 8      | 0                |
| Sursa: RBS 6 Nations Table Arhivat în 21 martie 2016, la Wayback Machine. (accesat 19 martie 2016) |              |        |          |         |            |        |           |           |        |                  |

## Meciuri

### Etapa 1
| 6 februarie 2016 | Franța  | 23–21 | Italia       | Stade de France, Paris           |
| 6 februarie 2016 | Scoția  | 9–15  | Anglia       | Stadionul Murrayfield, Edinburgh |
| 7 februarie 2016 | Irlanda | 16–16 | Țara Galilor | Aviva Stadium, Dublin            |

### Etapa a 2-a
| 13 februarie 2016 | Franța       | 10–9  | Irlanda | Stade de France, Paris      |
| 13 februarie 2016 | Țara Galilor | 27–23 | Scoția  | Millennium Stadium, Cardiff |
| 14 februarie 2016 | Italia       | 9–40  | Anglia  | Stadio Olimpico, Roma       |

### Etapa a 3-a
| 26 februarie 2016 | Țara Galilor | 19–10 | Franța  | Millennium Stadium, Cardiff  |
| 27 februarie 2016 | Italia       | 20–36 | Scoția  | Stadio Olimpico, Roma        |
| 27 februarie 2016 | Anglia       | 21–10 | Irlanda | Stadionul Twickenham, Londra |

### Etapa a 4-a
| 12 martie 2016 | Irlanda | 58–15 | Italia       | Aviva Stadium, Dublin            |
| 12 martie 2016 | Anglia  | 25–21 | Țara Galilor | Stadionul Twickenham, Londra     |
| 13 martie 2016 | Scoția  | 29–18 | Franța       | Stadionul Murrayfield, Edinburgh |

### Etapa a 5-a
| 19 martie 2016 | Țara Galilor | 67–14 | Italia | Millennium Stadium, Cardiff |
| 19 martie 2016 | Irlanda      | 35–25 | Scoția | Aviva Stadium, Dublin       |
| 19 martie 2016 | Franța       | 21–31 | Anglia | Stade de France, Paris      |